# Медаль «За поранення» (Україна)
Медаль «За поранення» — відомча відзнака Міністерства оборони України. Медаллю нагороджуються військовослужбовці Збройних сил України, які отримали поранення під час захисту державного суверенітету і територіальної цілісності України.
На стрічці медалі розміщується гілка лавра: зі срібла — за важке поранення, і з бронзи — за легке.

## Історія

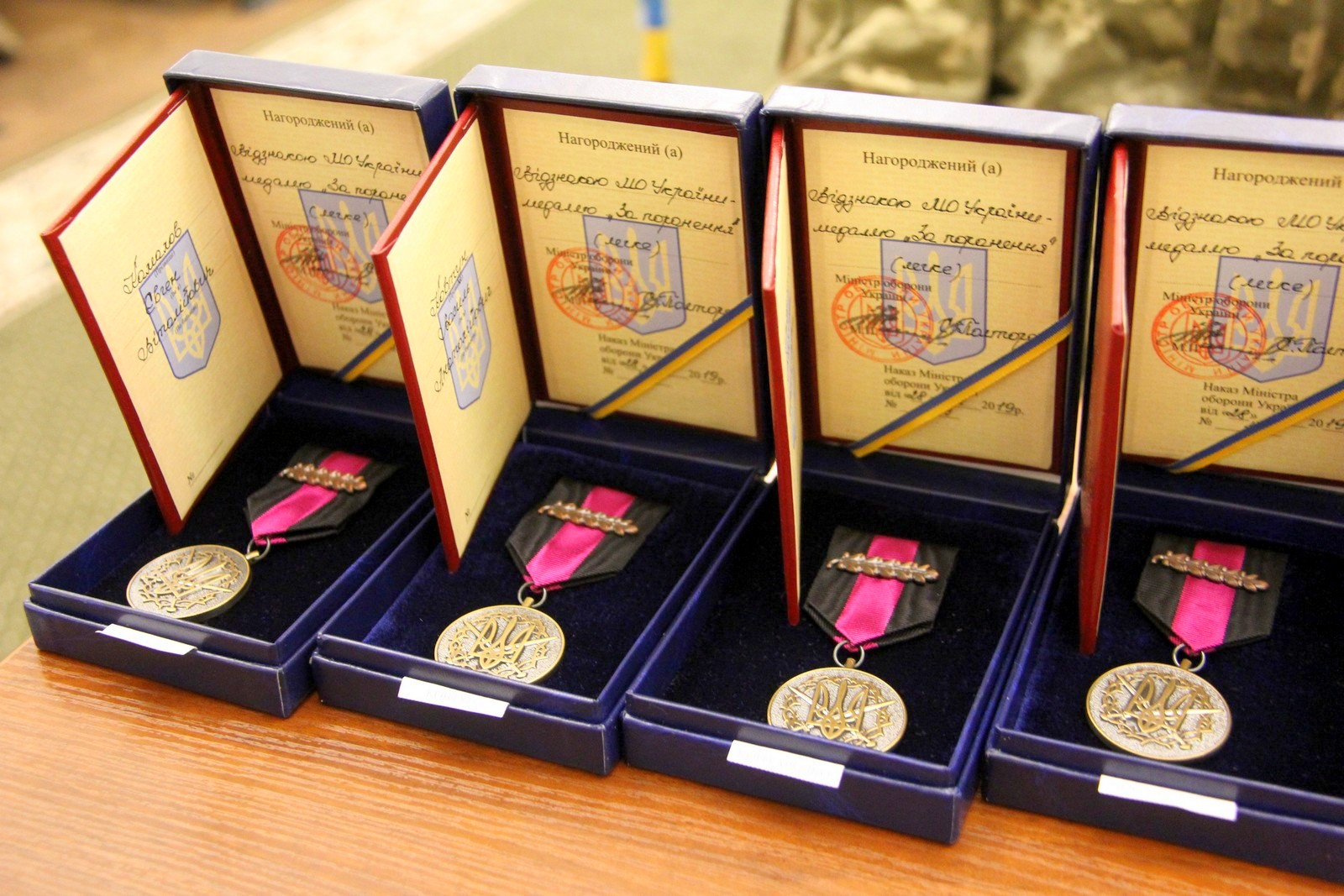
Медалі «За поранення»

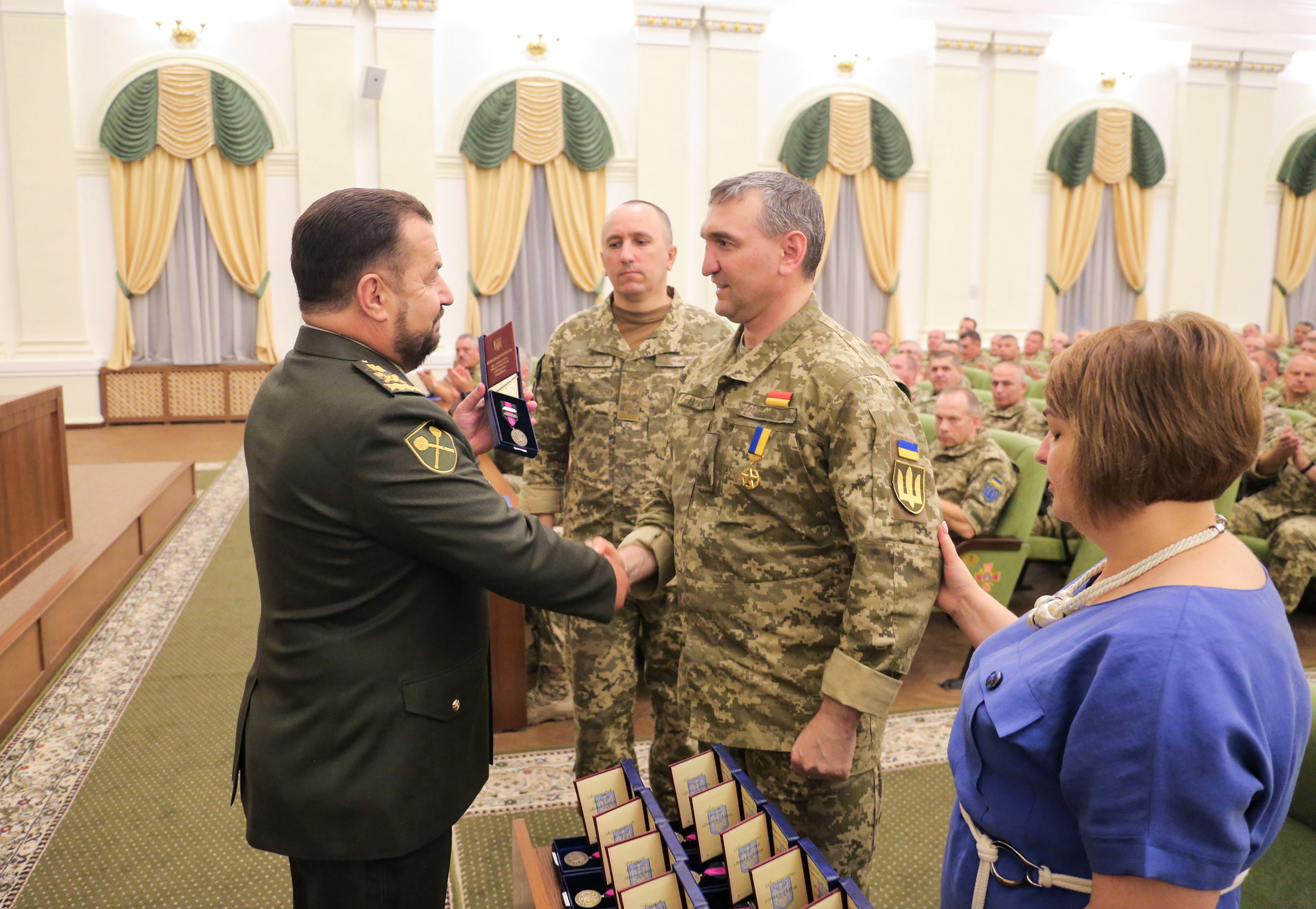
Вручення першої медалі. Реципієнт — Ігор Гордійчук. 29 серпня 2019.

12 квітня 2019 року Головне управління розвитку та супроводження матеріального забезпечення ЗСУ повідомило, що розпочато процес запровадження нової системи відомчих нагород у Міністерстві оборони України. Першою відзнакою, яка мала бути затверджена, мала бути медаль за поранення — «За жертву крові в боях за волю України». Назва і дизайн медалі відповідають аналогічній медалі, встановленій у 1980 році Президією Ради УНР в екзилі.
29 серпня 2019 року відбулося перше вручення медалі. Було нагороджено 7 військовослужбовців, які дістали важкі поранення, і 17 — які дістали легкі. Першим нагороду отримав начальник Київського військового ліцею імені Івана Богуна Герой України генерал-майор Ігор Гордійчук.

## Положення про відзнаку
- Відзнакою — медаль «За поранення» — нагороджуються військовослужбовці та працівники Збройних Сил України, а також особи, звільнені в запас або у відставку із військової служби зі Збройних Сил України, за особисту мужність і героїзм, самовіддані дії у захисті державного суверенітету і територіальної цілісності України, зразкове виконання військового (службового) обов'язку в умовах, пов'язаних із ризиком для життя, які отримали легке або важке поранення.
- Особу може бути нагороджено медаллю один раз.
- Під час нагородження вручається медаль та знак у вигляді стилізованого зображення лаврової гілки, що відповідає ступеню поранення.
- Повторне нагородження медаллю не проводиться. У разі отримання повторного поранення особа нагороджується знаком у вигляді стилізованого зображення лаврової гілки, що відповідає ступеню поранення.
- Допускається одночасне носіння не більше трьох стилізованих зображень лаврової гілки на стрічці медалі й тільки однієї — на планці медалі.

## Опис
- Відомча відзнака Міністерства оборони України — медаль «За поранення» має круглу форму діаметром 35 мм із рельєфно-зернистою поверхнею, обрамлена бортиком, виготовляється з патинованої бронзи.
- На аверсі медалі у центрі — рельєфний Тризуб поверх скошених навхрест вістрям вгору двох мечів, які накладено на круглий терновий вінець.
- Реверс відзнаки плаский із рельєфно-зернистою поверхнею. У центрі — напис у три рядки: «ЗА ЖЕРТВУ КРОВІ / В БОЯХ ЗА ВОЛЮ / УКРАЇНИ». Над написом — рельєфний напіввінок з лаврового листя. Під написом на рельєфній стрічці карбується номер відзнаки.
- За допомогою вушка з кільцем медаль з'єднується зі стрічкою, протягнутою через кільце і складеною вдвоє із загнутими біля кільця кутами.
- Стрічка медалі шовкова муарова з трьох поздовжніх смужок: чорної (завширшки 11 мм), пурпурової (13 мм) та чорної (11 мм).
- Розмір стрічки медалі: довжина у складеному вигляді — 55 мм, ширина — 35 мм.
- На звороті стрічки у верхній частині розташована металева прямокутна планка із двома застібками (цангами) для кріплення медалі до однострою (одягу).
- На стрічці горизонтально кріпиться стилізована гілка лавра:
  - за важке поранення — зі срібла.
  - за легке поранення — з бронзи.
- Розмір гілки: висота — 7 мм, ширина — 34 мм.
- Планка медалі (для носіння на повсякденному однострої або цивільному одязі): прямокутна металева пластинка, обтягнута стрічкою, кольори якої тотожні стрічці медалі з відповідною гілкою (гілками) в мініатюрі.
- Розмір планки: висота — 15 мм, ширина — 35 мм.

| Планки             | Планки        | Планки            |
|                    | (2019 – 2022) | (2022 – сьогодні) |
| ------------------ | ------------- | ----------------- |
| за важке поранення |               |                   |
| за легке поранення |               |                   |